# Polpon – Opération bonbon
Albums de Patof
Itof et la ville souterraine
(1974) Amikwan – Koi koi ayaho
(1974)
Singles
1. Policier bonbon / Prudence
Sortie : 1974

Polpon – Opération bonbon est un album de contes et de chansons de Polpon, commercialisé en 1974.
Il s'agit du tout premier album de Monsieur Polpon et le onzième de la série Patof, il porte le numéro de catalogue PA 39307 (C 1049/50).
Polpon est un personnage de la série télévisée québécoise pour enfants Patofville, il est personnifié par Gilbert Chénier également auteur de la série.

## Titres
| 1. | Policier bonbon                        | Daniel Valois, Gilbert Chénier | 2:11  |
| 2. | Polpon et le roi Testomac (1re partie) | Serge Badeaux                  | 17:50 |

| 3. | Polpon et le roi Testomac (2e partie) | Serge Badeaux                  | 9:57 |
| 4. | Prudence                              | Daniel Valois, Gilbert Chénier | 2:43 |

## Crédits
- Arr. Orch. : Denis Lepage
- Production : Yves Martin
- Promotion : Jean-Pierre Lecours
- Ingénieur : Pete Tessier
- Studio de son Québec
- Photo : Gilles Brousseau